# 間宮康弘
間宮 康弘（まみや やすひろ、1981年12月7日 - ）は、日本の男性声優。千葉県出身。ケンユウオフィス所属。

## 来歴
学生時代から勉強が嫌いであり、進学から逃げるために、「勉強しなくていいだろう」と、必ず声優になってやるようなわけではない不純な動機で声優科のある専門学校に入る。専門校では神谷明から「君たちは声優にはなれない」と言われたことから始まり、「業界の第一人者がそう言うなら無理だな」と悟ったことで2年間遊べると考えて当然のように遅刻や無断欠席を繰り返したが、後にもったいないことをしたと残念がっている。それでもどうにか日本工学院専門学校を卒業したものの、やりたいことはなく、引きこもりの無職になり、オンラインゲームにのめり込んだ。
3年経ち、このままでは駄目だと専門校での恩師藤城裕士のぐりま塾に1年通い、本気で声優になろうとするのであればと紹介された映像テクノアカデミアに入る。だがそこでも授業態度はよろしくなく、試験のときは終わるまでいたが自分の課題発表を前にしてアルバイトのために早退していた。
1年経ち、複数のプロダクションによるオーディションを受け、ケンユウオフィスに所属してから附属養成所のtalk backに入る。あるマネージャーの目にとまったことで仕事をもらえるようになり、若いため収入は少なかったが使う暇はなかったことからどうにか生活はできていた。生活や素行に問題のあった自分が声優になれたのは、「運と縁のおかげ」だと語っている。

## 人物・特色
趣味はゲーム、料理、映画鑑賞、サバイバルグッズ収集、筋力トレーニング、洋書収集、一人カラオケ。特技は「モノマネ」。
大柄で強面な外見であることから、「マフィア梶田の双子の兄、と呼ばれることも」とみずから語っているが、実際は気さくで優しい性格だと同僚の山中真尋に評されている。
声種はテナーで、声優デビュー当初から中高年の役を比較的多く演じている。同じ声優である大塚芳忠・銀河万丈・郷里大輔・内海賢二などの声真似も特技としており、多彩な声色を活かして若者やコミカルなキャラクターも担当することがある。
『忍たま乱太郎』では飯塚昭三から稗田八方斎役を引き継いだ。引き継ぐにあたって、飯塚の過去の出演回を普段から拝見して勉強しているという。
収録の前には家で準備するが、あるとき時間をかけて収録に臨むも音響監督から「台詞が芝居になっておらず、どういう感情なのか、誰に対しての台詞なのか」とNGを出されて頭が真っ白になってしまったことがあり、どうにかOKにはなったが監督の指摘が堪え、落ち込んだ。収録後の打ち上げで、ある大先輩から「芝居は会話であり、相手と自分でドラマになる。だが間宮がやっているのは独りよがりで、監督の指示を聞いている振りをしているのだ」と言われた。トラウマになるほどだったがそれからあまり頑張り過ぎず、台本には書かれていない側面（役の人生など）を想像したり、海外作品の吹き替えでは俳優の癖を取り入れることや呼吸をよく聞いたり、ゲームなど設定だけ知らされるときは相手との関係性を一番に考えるようになったという。

## 出演
太字はメインキャラクター。

### テレビアニメ
2006年
- アニマル横町（百合山若人）
- DEATH NOTE（主任刑事）
- ナイトウィザード The ANIMATION（化学教師）
- らぶドル 〜Lovely Idol〜（演出家）

2007年
- 怪物王女（ミイラ男 他）
- キミキス pure rouge（教師、英語教師、東高校顧問）
- 古代王者 恐竜キング Dキッズ・アドベンチャー（2007年 - 2008年、エンシェント、ガンマン、グーネンコ 他） - 2シリーズ
- 灼眼のシャナ（2007年 - 2012年、“嵐蹄”フェコルー、“奉の錦旆”帝鴻） - 2シリーズ
- 獣神演武 -HERO TALES-（住民、団員）
- 獣装機攻ダンクーガノヴァ（TVアナ）
- スカイガールズ（クリシュナム博士）

2008年
- 狼と香辛料（騎士、半漁人B）
- 喰霊 -零-（エージェント）
- かんなぎ（チンピラ）
- 狂乱家族日記（部下A、桃草組当主、魔獣、戦車長）
- 黒執事（マダム父、審査員B）
- ケロロ軍曹（男性）
- ゴルゴ13（ウエイン、ロイマン、警官、医師、ギャング）
- しましまとらのしまじろう（ブタのおじさん）
- スティッチ!（フィリックス）
- TYTANIA -タイタニア-（副官）
- D.C.II S.S. 〜ダ・カーポII セカンドシーズン〜（生徒、TVキャスター、TVリポーター）
- 鉄腕バーディー DECODE（2008年 - 2009年、バチルス、プロデューサー、ヤン、親戚のおじさん） - 2シリーズ
- 二十面相の娘（警官）
- 乃木坂春香の秘密（司書（老人）、船員2）
- のだめカンタービレ 巴里編（ギャルソン、参加者B、男A、リュカの祖父、男性奏者A、執事）
- BLUE DRAGON 天界の七竜（アリュール、副官、村人、騎士、シュバリエ、コック 他）
- 北斗の拳 ラオウ外伝 天の覇王（老人）
- みなみけ〜おかわり〜（町内会役員）

2009年
- 明日のよいち!（警官A）
- CANAAN（日本首相）
- キディ・ガーランド（警備隊員A）
- 今日からマ王!（兵士）
- 銀魂（客B）
- クイーンズブレイド 玉座を継ぐ者（宮廷魔術師）
- こばと。（山内）
- 戦う司書 The Book of Bantorra（飼育係1）
- とある科学の超電磁砲（銀行強盗）
- バスカッシュ!（爺や、ヤミ屋店主、ロッシ）
- 初恋限定。（ヒゲ君）
- 花咲ける青少年（ライアン、支配人、グザピエ、倣一族、フサーク 他）
- ミチコとハッチン（警備員）

2010年
- 裏切りは僕の名前を知っている（焔椎真の父親）
- 聖痕のクェイサー（船員B）
- セキレイ〜Pure Engagement〜（機甲連隊長、葦牙）
- 爆丸バトルブローラーズ ニューヴェストロイア（2010年 - 2011年、スペクトラ・ファントム）
- BLEACH（カギ爪男、四十六室A）

2011年
- あの日見た花の名前を僕達はまだ知らない。（山さん）
- 神様のメモ帳（岩男）
- 世界一初恋2（政宗の担任）
- バカとテストと召喚獣にっ!（亡者、FFF団A）
- ひめチェン!おとぎちっくアイドル リルぷりっ（館長）

2012年
- うぽって!!（店主）
- AKB0048（警備兵B、DES兵ロ）
- えびてん 公立海老栖川高校天悶部（生徒男1）
- たまごっち!（あどべんっち）
- BTOOOM!（明智光男）
- マギ（カシム父）
- 輪廻のラグランジェ（ル・ガングメリ）

2013年
- イナズマイレブンGO ギャラクシー（徹さん）
- 有頂天家族（2013年 - 2017年、寿老人） - 2シリーズ
- ジョジョの奇妙な冒険（吸血鬼B）
- はたらく魔王さま！（ナベサン）
- 勇者になれなかった俺はしぶしぶ就職を決意しました。（シモジ・サン）

2014年
- アルドノア・ゼロ（司令官）
- ノーゲーム・ノーライフ（神霊種〈オールドデウス〉）
- ノブナガ・ザ・フール（シバタ・カツイエ）
- わしも WASIMO（むろはし先生、りん子の父）
- ONE PIECE（2014年 - 、スパルタン、ジャン・アンゴ、マンボシ〈2代目〉、ブリスコラ、ドリー 他）

2015年
- アルスラーン戦記（ゴーヴィン）
- 牙狼 -紅蓮ノ月-（石上皇子）
- 機動戦士ガンダム 鉄血のオルフェンズ（2015年 - 2016年、クランク・ゼント）
- Classroom☆Crisis（イブラ部下）
- 攻殻機動隊 ARISE ALTERNATIVE ARCHITECTURE（イバチ）
- ドラゴンボール超（2015年 - 2018年、王様、シドラ、ナパパ、ジーミズ、イワン、ルバルト、ローゼル）
- ヤング ブラック・ジャック（ギル、雲名警部）
- ONE PIECE エピソードオブサボ 〜3兄弟の絆 奇跡の再会と受け継がれる意志〜（ジャン・アンゴ）

2016年
- 斉木楠雄のΨ難（2016年 - 2018年、テニス部・コーチ、神野和尚） - 2シリーズ
- 少女たちは荒野を目指す（描かない原画家、竜神丸、おじいちゃん〈うぐいす祖父〉）
- ツキウタ。 THE ANIMATION（2016年 - 2020年、黒月大） - 2シリーズ
- Dimension W（ユーリー・アントノフ）
- D.Gray-man HALLOW（ノイズ・マリ）
- ドリフターズ（井伊直政）

2017年
- CHAOS;CHILD（刑事A）
- 神撃のバハムート VIRGIN SOUL（ディアス）
- ナイツ&マジック（フィリップ・ハルハーゲン）
- 魔法陣グルグル（キタの町の町長）
- 18if（くま先生）
- TSUKIPRO THE ANIMATION（黒月大）
- BORUTO-ボルト- -NARUTO NEXT GENERATIONS-（笛吹巨峰）
- EVIL OR LIVE（冼石）
- いぬやしき（サラリーマン）

2018年
- クラシカロイド（白焼）
- HUGっと!プリキュア（2018年 - 2019年、野乃森太郎）
- 踏切時間（先生）
- ゴールデンカムイ（親方）
- 食戟のソーマ 餐ノ皿（寧々の父）
- Back Street Girls -ゴクドルズ-（永田晃司〈カシラ〉）
- 天狼 Sirius the Jaeger（柿崎少将）
- オーバーロード シリーズ（2018年 - 2022年、グリンガム、武王 / ゴ・ギン） - 2シリーズ
- 音楽少女（石田、クイーンレコード役員）
- ONE PIECE エピソードオブ空島（400年前の神）
- 京都寺町三条のホームズ（司）
- DOUBLE DECKER! ダグ&キリル（サム・パーセル）
- 進撃の巨人（2018年 - 2020年、ディルク、マーレ兵） - 3シリーズ
- 転生したらスライムだった件（ボス）
- INGRESS THE ANIMATION（ヒューロン特殊部隊、スミス）
- ポケットモンスター サン&ムーン（2018年 - 2019年、スイレンのパパ）
- となりの吸血鬼さん（俳優）
- 聖闘士星矢 セインティア翔（翔子の父）

2019年
- からくりサーカス（管理人、ダグ）
- 叛逆性ミリオンアーサー（チャップマン）
- Fairy gone フェアリーゴーン（オズ・メア）
- RobiHachi（タクオ）
- ありふれた職業で世界最強（2019年 - 2022年、メルド・ロギンス） - 2シリーズ
- おしりたんてい（2019年 - 2025年、ぶたぶひろう、かいとうH）
- 名探偵コナン（2019年 - 2024年、鯨井守、草野灯哉、拡声器の声、黒崎龍矢）
- 通常攻撃が全体攻撃で二回攻撃のお母さんは好きですか?（ゴッツイ先生）
- Dr.STONE（2019年 - 2025年、マグマ） - 6シリーズ + 特別編
- ゲゲゲの鬼太郎（第6作）（土転び）
- 僕のヒーローアカデミア（2019年 - 2024年、ミミック、刑事、ギガントマキア、ブリアレオス） - 3シリーズ
- ノー・ガンズ・ライフ（ホアン）
- ドラえもん（テレビ朝日版第2期）（2019年 - 2021年、編集者、科学者）

2020年
- ポケットモンスター（2020年 - 2023年、マサヤ、ゲンガー、ヒヒダルマ、ハシバ、空手大王、館長、ガントル 他） - 2シリーズ
- アサティール 未来の昔ばなし（盗賊の首領）
- もっと!まじめにふまじめ かいけつゾロリ（2020年 - 2021年、カメレオーネ、保護者会の会長） - 2シリーズ
- パズドラ（達人）
- 異常生物見聞録（狼王）
- ドラゴンクエスト ダイの大冒険 (2020)（2020年 - 2022年、へろへろ）
- 魔女の旅々（村長）
- 炎炎ノ消防隊 弐ノ章（アイアン）

2021年
- バック・アロウ（バラン・スジータ）
- SK∞ エスケーエイト（高野議員）
- はたらく細胞!!（悪玉菌2）
- デュエル・マスターズ キング!（巻物）
- マジカパーティ（2021年 - 2022年、ディスコウ、前校長）
- NOMAD メガロボクス2（国村）
- SHAMAN KING（2021年 - 2022年、ビリー・アンダーソン、ラジム、パワーアップ！中鬼 / 大鬼、佐藤艦長）
- Fairy蘭丸〜あなたの心お助けします〜（寶父）
- NIGHT HEAD 2041（本田大輔）
- 出会って5秒でバトル（神居直治）
- 忍たま乱太郎（2021年 - 2025年、主人、木下先生〈代役〉、城の人、水軍、稗田八方斎〈2代目〉）

2022年
- 失格紋の最強賢者（ベイス）
- オンエアできない!（鬼河原ディレクター）
- 名探偵コナン 警察学校編 Wild Police Story（黒服）
- クレヨンしんちゃん（2022年 - 2024年、大将、ラクガキ伯爵、メケメケZ〈2代目〉）
- 異世界薬局（ベロン）
- デュエル・マスターズ WIN（2022年 - 2023年、ボウイ父） - 2シリーズ
- 忍の一時（高嶺焔毘）
- 陰の実力者になりたくて!（2022年 - 2023年、シドの父）
- ジョジョの奇妙な冒険 ストーンオーシャン（ヴィヴァーノ・ウエストウッド）
- BLEACH 千年血戦篇（2022年 - 2023年、マスク・ド・マスキュリン） - 2シリーズ
- ポプテピピック TVアニメーション作品第二シリーズ（リンゴリラッパ、プレイヤーB、白ハゲA）
- ふしぎ駄菓子屋 銭天堂（獅子丸、ダグ）

2023年
- もういっぽん!（権藤先生）
- ひろがるスカイ!プリキュア（2023年 - 2024年、カバトン）
- シュガーアップル・フェアリーテイル（マーカス・ラドクリフ） - 2シリーズ
- ヴィンランド・サガ（ウルフ）
- アリス・ギア・アイギス Expansion（熊、警官、クマ、警備員）
- 天国大魔境（種豚6号）
- くまクマ熊ベアーぱーんち!（ガジュルド）
- Lv1魔王とワンルーム勇者（元の魔王）
- るろうに剣心 -明治剣客浪漫譚- (2023)（谷十三郎）
- 自動販売機に生まれ変わった俺は迷宮を彷徨う（死霊王）
- 帰還者の魔法は特別です（パグマン教授）
- ゴブリンスレイヤーII（金等級冒険者）

2024年
- スナックバス江（強盗犯）
- 俺だけレベルアップな件（右京隼人）
- SHAMAN KING FLOWERS（中鬼、大鬼、闇鬼）
- 最弱テイマーはゴミ拾いの旅を始めました。（ヌーガ）
- 神は遊戯に飢えている。（バレッガ）
- うる星やつら (2022)（一角獣）
- 転生貴族、鑑定スキルで成り上がる（トーマス・グランジオン） - 2シリーズ
- ポケットモンスター（ハイダイ）
- キン肉マン 完璧超人始祖編（アトランティス）
- ばいばい、アース（ゴードン）
- FAIRY TAIL 100年クエスト（2024年 - 2025年、ゲオルグ）
- 異世界失格（ドラン）
- 村井の恋（桐山孝文）
- ソードアート・オンライン オルタナティブ ガンゲイル・オンラインII（ロイ）

2025年
- Sランクモンスターの《ベヒーモス》だけど、猫と間違われてエルフ娘の騎士として暮らしてます（カスマン）
- Übel Blatt〜ユーベルブラット〜（地下の主）
- SAKAMOTO DAYS（ボイル）
- 異修羅（黄昏潜りユキハル）
- 空色ユーティリティ（モヒカン）
- GUILTY GEAR STRIVE: DUAL RULERS（ネルヴィル＝ハマー）
- ヴィジランテ-僕のヒーローアカデミア ILLEGALS-（ナックルダスター）
- ＃コンパス2.0 戦闘摂理解析システム（ジャスティス）
- 華Doll*-Reinterpretation of Flowering-（天霧一）
- 一瞬で治療していたのに役立たずと追放された天才治癒師、闇ヒーラーとして楽しく生きる（カレンドール卿）

### 劇場アニメ
2012年
- コードギアス 亡国のアキト 第1章「翼竜は舞い降りた」（Dr.）

2013年
- 攻殻機動隊ARISE -GHOST IN THE SHELL-（イバチ）

2015年
- 攻殻機動隊 新劇場版（イバチ）

2016年
- ONE PIECE FILM GOLD（ストレート軍曹）

2017年
- 劇場版 魔法科高校の劣等生 星を呼ぶ少女（南盾島指令）

2019年
- 名探偵コナン 紺青の拳（リシの父）
- 甲鉄城のカバネリ 海門決戦（カガミ、海門民）

2020年
- 映画ドラえもん のび太の新恐竜（ゴル）
- 劇場版 ヴァイオレット・エヴァーガーデン（市長）

2021年
- 劇場版 呪術廻戦 0（通行人）

2022年
- クレヨンしんちゃん もののけニンジャ珍風伝（辺賀久才蔵）
- 映画かいけつゾロリ ラララ♪スターたんじょう（フランケン）

2024年
- 劇場版 忍たま乱太郎 ドクタケ忍者隊最強の軍師（稗田八方斎）

2025年
- 映画おしりたんてい スター・アンド・ムーン（かいとうH）

### OVA
- HELLSING（2007年 - 2011年、傭兵[61]、議長、艦長[62]、ヘリガンナー[63]） - 3作品[一覧 18]
- 最遊記RELOAD -burial-（2007年、妖怪C）
- MURDER PRINCESS（2007年、騎士たち）
- 間の楔（2012年、シド、ジークスA）
- 食戟のソーマ タクミの下町合戦（2016年、ブンさん） - コミックス第18巻DVD付き限定版
- 銀河英雄伝説 Die Neue These 星乱（2019年、ルグランジュ[64]）
- ストライク・ザ・ブラッド IV（2020年、マーク宇垣）

### Webアニメ
2010年代
- モンスターストライク（2015年 - 2018年、ドルフ若葉、バルト）
- SDガンダムワールド 三国創傑伝（2019年、呂布シナンジュ）
- OBSOLETE（2019年、戦車兵A、ラダックスカウト 部下A）

2020年代
- 虫籠のカガステル（2020年、アドハム、ナジ爺、ターリク）
- バトルスピリッツ 赫盟のガレット（2020年 - 2021年、ガブラ・ダウ）
- 極主夫道（2021年、組長〈くまさんベアーズ〉）
- SDガンダムワールド ヒーローズ（2021年、呂布シナンジュ、賞金稼ぎのボス）
- 範馬刃牙（2021年、アイアン・マイケル）
- Pokémon Evolutions（2021年、アデク）
- スプリガン（2022年、ファットマン）
- PLUTO（2023年、アームストロング、ダリウス14世〈2代目〉）
- トミカヒーローズ ジョブレイバー 特装合体ロボ（2024年、グランドビルドブレイバー）
- GREAT PRETENDER razbliuto（2024年、楊崑義（アイ））

### ゲーム
2007年
- アサシン クリード（ロベール・ド・サブレ）
- 召喚少女 〜ElementalGirl Calling〜（ジェフ、ユージン）
- 戦国BASARA2 英雄外伝

2008年
- ウハウハ大奥（殿）
- Crysis Warhead（ショーン・オニール）
- スターオーシャン2 Second Evolution（ザフィケル）
- ヴァルキリープロファイル 咎を背負う者（セオドール、コルディウス補佐官、傭兵、ガノッサ）

2009年
- Gears of War 2（タイアロア・カリーソ）
- はじめて三国王子（関羽）
- 鋼の錬金術師 FULLMETAL ALCHEMIST 黄昏の少女
- ラスト レムナント（ブロクター）
- ラチェット&クランク FUTURE2（フリント・ボルセロン）

2010年
- 赤い刀（2010年 - 2011年、西園寺芭蕉） - 2作品
- EAT LEAD マット・ハザードの逆襲（ビル・ザ・ウィザード）
- 維新恋華 龍馬外伝（芹沢鴨）
- コール オブ デューティ ブラックオプス（ニコライ・ベリンスキー）
- STORM LOVER
- スプリンターセル コンヴィクション
- 戦国BASARA3
- ニード・フォー・スピード ホット・パースート
- 爆丸バトルブローラーズDS DEFENDRS OF THE CORE（スペクトラ・ファントム）
- HOSPITAL. 6人の医師（デビッド・ウェイン）
- メトロ2033（ミラー）

2011年
- アンチャーテッド 地図なき冒険の始まり（ロベルト・グエロ）
- アンチャーテッド 砂漠に眠るアトランティス
- コール オブ デューティ モダン・ウォーフェア3（グリンチ）
- デビルサバイバー オーバークロック（カイドー / 二階堂征志）
- デッドアイランド（タヴィン）
- Skyrim

2012年
- Kinect スター・ウォーズ
- コール オブ デューティ ブラックオプス2（ニコライ・ベリンスキー）
- 真・三國無双6 Empires（エディット音声〈男・耽美2・冷静2〉）
- ストリートファイター X 鉄拳（マードック）
- 第2次スーパーロボット大戦Z 再世篇（ユーサー・インサラウム）
- Dragon Age II（カーヴァー）
- ボーダーランズ2（Brick）

2013年
- The Wonderful 101（ローレンス・ネルソン）
- STORM LOVER 2nd
- 地球防衛軍4（特戦歩兵隊 隊長C）
- DISORDER6（キューティー）
- マブラヴ オルタネイティヴ クロニクルズ ラスト・ダイバーズ（ローラン・ダンベルクール、テイラー大将）
- メタルギア ライジング リベンジェンス
- メトロ ラストライト（ミラー）

2014年
- コール オブ デューティ アドバンスド・ウォーフェア（コーマック）
- ディアブロIII
- KNACK（モーガック）
- ボーダーランズ プリシークエル（Brick）
- メタルギアソリッドV グラウンド・ゼロズ（兵士）

2015年
- アルスラーン戦記×無双（クレマンス、ゴーヴィン、プラケーシン）
- レインボーシックス シージ（モンターニュ）
- UNTIL DAWN -惨劇の山荘-（謎の男）
- クイズRPG 魔法使いと黒猫のウィズ（2015年 - 2017年、ジョージ・トドロキ、ワルダン・ビン、グルドラン）
- コール オブ デューティ ブラックオプス3（ニコライ・ベリンスキー、ニコライ1.0）
- スター・ウォーズ バトルフロント
- 地球防衛軍4.1 ザ・シャドウ・オブ・ニュー・ディスペアー（特戦歩兵隊 隊長C）
- トロピコ5（プレジデンテ〈男〉）
- バトルフィールド ハードライン（ジュリアン・ドーズ）
- メタルギアソリッドV ファントムペイン（兵士、その他）

2016年
- エルダー・スクロールズ・オンライン（ファハラジャード王）
- 逆転オセロニア（フォーマルハウト）
- ＃コンパス 戦闘摂理解析システム（ジャスティス・ハンコック）
- 少女たちは荒野を目指す
- ドラゴンボールフュージョンズ
- フィリスのアトリエ 〜不思議な旅の錬金術士〜（ベルント・レデラー）
- ファイナルファンタジーXV
- Furi（ボイス）
- ライフ イズ ストレンジ（ネイサン・プレスコット）
- 龍が如く6 命の詩。（エド）
- League of Legends（タリック、トリンダメア、ジャーヴァンIV）
- レゴ スター・ウォーズ/フォースの覚醒（アクバー提督）

2017年
- ガンダムジオラマフロント（ノリス・パッカード）
- 幻獣契約クリプトラクト（バルザック）
- 大逆転裁判2 -成歩堂龍ノ介の覺悟-
- 仁王（仙石秀久）
- スター・ウォーズ バトルフロントII (2017)（バトル・ドロイド）
- スーパードラゴンボールヒーローズ（2017年 - 、イワン）
- 地球防衛軍5（グリムリーパー隊長）
- ホライゾン ゼロ ドーン（デルヴァール）
- マインクラフト:ストーリーモード シーズン2（ジャック、ブリック、フレッド 他）
- ワールドチェイン（伊達政宗）
- ゼノブレイド2（フォーティス、コモンブレイド 他）
- あやかしむすび（菊花）

2018年
- コール オブ デューティ ブラックオプス4（ニコライ・ベリンスキー、ニコライ1.0）
- LEGO マーベル スーパー・ ヒーローズ2 ザ・ゲーム（征服者カーン）
- ライフ イズ ストレンジ ビフォア ザ ストーム（ネイサン・プレスコット）
- オーバーウォッチ（レッキング・ボール）
- Marvel's SPIDER-MAN（タスクマスター）

2019年
- FINAL FANTASY XIV（ドン・ヴァウスリー）
- ACE COMBAT7 SKIES UNKNOWN（AWACSウィンドメイカー）
- スーパードラゴンボールヒーローズ ワールドミッション（イワン、シドラ）
- Borderland GOTY Enhansed（ブリック）
- Days Gone（アイアンマイク）
- グランブルーファンタジー（2019年 - 2020年、ヤス、ロウファ）
- スーパーロボット大戦DD（クランク・ゼント）
- DAEMON X MACHINA（ボーン・ボックス）
- WAR OF THE VISIONS ファイナルファンタジー ブレイブエクスヴィアス 幻影戦争（クーリ・ウェズエット）
- SDガンダム GGENERATION（2019年 - 2025年、クランク・ゼント） - 2作品
- Apex Legends（ジブラルタル）
- ブラッドステインド:リチュアル・オブ・ザ・ナイト（ベンジャミン・ジュドー）

2020年
- 龍が如く7 光と闇の行方（宝生）
- 仁王2（仙石秀久）
- CARAVAN STORIES（ジョイナス）
- ドラえもん のび太の新恐竜（ゴル）
- ゼノブレイド ディフィニティブ・エディション（マクシス）
- CLEARWORLD -クリアワールド-（祇園寺椿）
- eBASEBALLパワフルプロ野球2020（バーリス・ロセオ）
- キャプテン翼 RISE OF NEW CHAMPIONS（ハンス・ドールマン）
- ロストアーク（イリアカン）
- コール オブ デューティ ブラックオプス コールドウォー（ラッセル・アドラー）

2021年
- モンスターハンターライズ（ハンターボイス5、ガルクマスター・イヌカイ）
- 戦場のフーガ（メルロー、プレッツェル）
- LOST JUDGMENT 裁かれざる記憶（轟木豪）
- Deep Insanity ASYLUM（マスターカラテカ）
- スーパーロボット大戦30（チーフテンI / チーフテンII / アーマードチーフテン / ブラックチーフテン）
- セブンナイツ2（トリスタン）

2022年
- ダイイングライト2 ステイ ヒューマン（ジャック・マット）
- 機動戦士ガンダム アーセナルベース（ノリス・パッカード、クランク・ゼント）
- レゴ スター・ウォーズ：スカイウォーカー・サーガ（バトル・ドロイド）
- 東京放課後サモナーズ（タイシャクテン）
- 原神（ファトゥス執行官 道化）
- Fate/Grand Order（クコチヒコ）
- タクティクスオウガ リボーン（デュカ・ヴィンデルバント・グアチャロ）
- 機動戦士ガンダム 鉄血のオルフェンズG（クランク・ゼント）
- 熱血硬派くにおくん外伝 リバーシティガールズ2（サブ）
- マリオ+ラビッツ ギャラクシーバトル（ラビッツマリオ）

2023年
- Hi-Fi RUSH（マカロン）
- モンスターユニバース（ダンクヴァルト）
- ファイナルファンタジーXVI（フーゴ・クプカ）
- 北斗の拳 LEGEND ReVIVE（伊達政宗）
- 帰ってきた 名探偵ピカチュウ（ウィル・バトラー、ラリー・ターナー）
- STAR OCEAN THE SECOND STORY R（ザフィケル）

2024年
- 龍が如く8
- ファイナルファンタジーVII リバース（イゾー）
- ユニコーンオーバーロード（ライマン）
- BLUE PROTOCOL（エルニゲス〈2代目〉）
- 燃えよ!乙女道士 〜華遊恋語〜（ルオジン）
- コール オブ デューティ ブラックオプス 6（ラッセル・アドラー）

2025年
- Honor of Kings（廉頗）
- 龍が如く8外伝 Pirates in Hawaii
- 餓狼伝説 City of the Wolves（牙王）

### ドラマCD
- 赤い刀（西園寺 芭蕉）
- 最弱テイマーはゴミ拾いの旅を始めました。ドラマCD（ヌーガ）[107]
- ツキウタ。（黒月大）
  - ツキウタ。シリーズ グラビドラマ「ツキウタ。ドラマ!その4」
  - ツキウタ。シリーズ グラビドラマ「ツキウタ。ドラマ!その6」
  - ツキプロフェスタin推しなモノ詰め!
- テイルズ オブ ヴェスペリア ドラマCD2巻
- 魔術士オーフェン しゃべる無謀編（ブランドン）

### BLCD
- 間の楔 I 〜DESTINY〜（シド）
- 異国色恋浪漫譚 〜さすらい銀次の慕情編〜（九龍会舎弟）
- 牛泥棒（峰倉教授）
- 影の館4 暗闇の封印 II 黎明の章（ケムエル）
- 花降楼シリーズ6 華園を遠く離れて 〜恋路&溺愛〜（酔客）
- 恋するインテリジェンス（武笠亮吾）
- 三国恋戦記〜オトメの兵法!〜（子敬）
- 私説三国志 天の華・地の風 完全版（関羽雲長）
- 執事の特権（弟分）
- ショコラティエの恋愛条件（店長）
- 神官は王に愛される（宰相）
- 信号機 シリーズ
  - アオゾラのキモチ -ススメ-（喜屋武剛史、学校長、男）
  - オレンジのココロ -トマレ-（喜屋武剛史）
- スレイヴァーズ ヌード（柴田弁護士）
- 絶対 シリーズ（黒川）
  - 好きこそ恋の絶対
  - 君こそ僕の絶対
  - 愛こそ明日の絶対
- 空と原（校長先生）
- ダブルミンツ（中岡）
- 天使の啼く夜（大野）
- 花嫁は二度さらわれる（斉藤、同僚1）
- 春を抱いていた 7（アナウンサー）
- 美男の殿堂（親方）
- 微熱の果実〜バタフライ・スカイ〜（王将）
- 部活の後輩に迫られています（守屋の友人）
- プライスシリーズ1 ふらちな恋のプライス（吉田）
- ふらちな恋のプライス（吉田）
- FLESH&BLOOD 9（シグエンサ神父）
- BORDER 境界線（村雨管理官）※コミックス第4・5巻ドラマCD付き限定版
- 魔彼 MAKARE〜魔は来たりて彼を堕とす〜（マモン）
- 妄想ｖカタログ（ナレーション）
- リスタート（カメラマン）
- ワケアリ（剛三・永洋）

### 吹き替え

#### 担当俳優
ヴィニー・ジョーンズ
- ジャスティス・ウォー 〜正義の代償〜（ベネット）
- スナッチ（“ブレット・トゥース”・トニー）※デラックス・エディション版
- 沈黙のSHINGEKI/進撃（カール）

ダン・フォグラー
- 少年マイロの火星冒険記3D（グリブル）
- ファンタスティック・ビーストシリーズ（ジェイコブ・コワルスキー）
  - ファンタスティック・ビーストと魔法使いの旅
  - ファンタスティック・ビーストと黒い魔法使いの誕生
  - ファンタスティック・ビーストとダンブルドアの秘密

マイケル・ペーニャ
- ザ・シューター/極大射程（ニック・メンフィス捜査官）
- 世界侵略: ロサンゼルス決戦（ジョー・リンコン）
- フューリー（トリニ・“ゴルド”・ガルシア）

ロリー・マッキャン
- グラディエーターII 英雄を呼ぶ声（テグーラ）
- ゲーム・オブ・スローンズ（ハウンド）
- ジュマンジ/ネクスト・レベル（ユルゲン）

#### 映画
- アイ・アム・ナンバー4
- アザー・ガイズ 俺たち踊るハイパー刑事!（P・K・ハイスミス刑事〈サミュエル・L・ジャクソン〉）
- アジョシ
- 明日に向って撃て!（ハーヴェイ・ローガン〈テッド・キャシディ〉）※VOD版
- アメリカン・ギャングスター
- アリス・イン・ワンダーランド（ヘイミッシュ〈レオ・ビル〉）※劇場公開版
  - アリス・イン・ワンダーランド/時間の旅
- アルゴ（ヘンリー・L・シャッツ〈ロリー・コクレーン〉）
- アルフ ファイナル・スペシャル（マーフィー〈マイケル・D・ウェザーレッド〉、ワーナー博士、実験者2、テレビ男1、助手）
- アンダーカバーDJ（モロトフ〈アレクシ・マナンティ〉）
- いずれ絶望という名の闇
- いつか眠りにつく前に
- イテウォン殺人事件（アレックス・ターナー・チョン〈シン・スンファン〉）
- イフ・アイ・ステイ 愛が還る場所
- インクレディブル・ハルク
- ウッディー・ウッドペッカー サマーキャンプ（バズ・バザード〈ケビン・マイケル・リチャードソン〉）
- エクトプラズム 怨霊の棲む家（シンクレア）
- X-MEN:ファースト・ジェネレーション（ソ連将校）
- エンジェル ウォーズ（コック）
- F1/エフワン（デイビッド・クロフト[113]）
- エラゴン 遺志を継ぐ者
- エンジェル ウォーズ（コック〈マルコム・スコット〉）
- オーヴァーロード（ワフナー〈ピルー・アスベック〉）※日本盤ソフト版
- オール・ユー・ニード・イズ・キル（UDF宣伝男1）
- オズの魔法使い【完全版】(2011年)（ブライアン〈バリー・J・ラトクリフ〉）
- 大人の女子会・ナイトアウト（ボーンズ〈トレイス・アドキンス〉）
- お願い!プレイメイト
- 俺たちフィギュアスケーター
- カオス
- 風と共に去りぬ ※PDDVD版
- 片腕ドラゴン（坂田）※ソフト版
- 神弓-KAMIYUMI-（ジュシンタ〈リュ・スンリョン〉）
- 君のためなら千回でも
- キラー・エリート（デイヴィス〈ドミニク・パーセル〉）
- キリング・ショット（エルモア〈P・J・マーシャル〉）
- キル・ユア・ダーリン（ウィリアム・バロウズ〈ベン・フォスター〉）
- キング
- キングコング:髑髏島の巨神（ジェリー[114]）
- グッド・オン・ペーパー（ブレット〈マット・マクゴーリ〉）
- グッバイ・クリストファー・ロビン（アーネスト〈スティーヴン・キャンベル・ムーア〉）
- グリーン・ランタン（キロウォグ〈マイケル・クラーク・ダンカン〉）
- クリスマスを駆けぬけて（ニック〈リル・レル・ハウリー〉）
- クロッシング（ホバーツ副署長〈ウィル・パットン〉）
- 消されたヘッドライン
- ゲット・アウト（ロッド・ウィリアムス〈リル・レル・ハウリー〉）
- GAMER（キースCIA捜査官〈キース・デイヴィッド〉）
- ゴースト・エージェント/R.I.P.D.（ジェリー・チェン〈ジェームズ・ホン〉）
- ゴーストライター（リチャード・ライカート〈ロバート・パフ〉）
- 荒野はつらいよ 〜アリゾナより愛をこめて〜
- 恋とニュースのつくり方
- Crouching Tiger Hidden Dragon: ソード・オブ・デスティニー（サンダーフィスト〈ウーン・ヤング・パーク〉）
- 最後の追跡（タナー・ハワード〈ベン・フォスター〉）
- サイン・オブ・デス
- ザ・ウォード/監禁病棟
- ザ・エッグ 〜ロマノフの秘宝を狙え〜（ニッキー / ヴィクトル〈ラデ・シェルベッジア〉）
- ザ・スナイパー（ロクラン）
- サスペクト 哀しき容疑者（チョ大尉、パク・コノ会長）
- ザ・センチネル/陰謀の星条旗
- 猿の惑星: 創世記（助手）
- サロゲート
- ザ・バブル（ショーン〈キーガン＝マイケル・キー〉）
- 三十四丁目の奇蹟（チャーリー・ハロラン）※PDDVD版
- サンディ・ウェクスラー
- サンド・バギー ドカンと行こう!（スカリョーネ〈マッシミリアーノ・ロッシ〉）
- 幸せはシャンソニア劇場から
- ジェームス・ブラウン 最高の魂を持つ男（ジョー・ブラウン〈レニー・ジェームズ〉）
- シェルター
- ジオストーム（マイク〈リッチー・モンゴメリー〉[115]）
- 6アンダーグラウンド（ムラット〈ペイマン・マアディ〉）
- 60ミニッツ（ヴィンクラー〈フロリアン・シュミッケ〉）
- 16ブロック ※ソフト版、テレビ朝日版
- シャン・チー/テン・リングスの伝説（レーザー・フィスト〈フロリアン・ムンテアヌ〉[116]）
- J・エドガー
- ジョジョ・ラビット（アドルフ・ヒトラー〈タイカ・ワイティティ〉[117]）
- 死霊館（ブラッド・ハミルトン巡査〈ジョン・ブラザートン〉）
- シンクロニシティ（チャック〈AJ・ボーウェン〉）
- スーパーヒーローへの道（ジガマン〈クロヴィス・コルニアック〉）
- スーパーフライ（Q〈ビッグ・バンク・ブラック〉）
- スコット・ピルグリム VS. 邪悪な元カレ軍団（ルーカス・リー〈クリス・エヴァンス〉）
- STEP-UP ステップ・アップ（オマール〈ヘヴィ・D〉）
- スパイク・ガールズ（コーチ〈ヴィクトル・アルチュス・ソラロ〉）
- スパイキッズ4D:ワールドタイム・ミッション（アルゴノート〈リッキー・ジャーヴェイス〉）
- スペル
- スリザー
- 正義のゆくえ I.C.E.特別捜査官
- ソーラー・ストライク セカンド・メルトダウン
- その男ヴァン・ダム
- そんな彼なら捨てちゃえば?
- ダークタワー（スティーヴン〈デニス・ヘイスバート〉）
- ダークナイト（ハッピー〈ウィリアム・スマイリー〉）※ソフト版、（ロッシ〈マイケル・ヴィオー〉）※テレビ朝日版
- ターゲット・ナンバーワン（グレン・ピッカー〈ジム・ガフィガン〉）
- ターミネーター:新起動/ジェニシス（マティアス〈マイケル・グラディス〉）
- TAXiシリーズ
  - TAXi④ ※劇場公開版、ソフト版
  - TAXi ダイヤモンド・ミッション（ロペズ〈ムーサ・マースクリ〉[118]）
- 007 慰めの報酬（不明）※ソフト版、（グレッグ・ビーム〈デヴィッド・ハーバー〉）※BSジャパン版
- 地球が静止した日
- CHASE/チェイス 猛追（ピーターソン刑事〈ラッセル・ホーンズビー〉[119]）
- チャーリーと18人のキッズ in ブートキャンプ
- チャーリー・バートレットの男子トイレ相談室
- チャイルド44 森に消えた子供たち（マレヴィッチ〈パディ・コンシダイン〉）
- 沈黙のステルス
- デイ・オブ・ザ・デッド（ポール〈イアン・マクニース〉）
- デューンシリーズ
  - DUNE/デューン 砂の惑星（使者[120]）
  - デューン 砂の惑星PART2（ハルコンネン指揮官4[121]）
- トッツィー ※ソフト版
- トランスポーター3 アンリミテッド
- トロピック・サンダー/史上最低の作戦
- ナイト ミュージアム/エジプト王の秘密（アッティラ〈パトリック・ギャラガー〉）
- ナチュラル・ボーン・プランクスター〜究極ドッキリ作戦（デニス〈デニス・ローディ〉）
- ニューヨーク 冬物語
- ネクスト・ドリーム/ふたりで叶える夢（ジャック〈アイス・キューブ〉）
- ノー・ウェイ・アウト（ベッカー〈デヴィッド・フィグリオーリ〉）
- ネブラスカ ふたつの心をつなぐ旅
- ノーカントリー
- ノウイング（エイリアン）
- パージ:アナーキー
- パーシー・ジャクソンとオリンポスの神々/魔の海（ポリュペモス〈ロバート・メイレット〉）
- バタフライ・エフェクト3/最後の選択（看守）
- パディントン（ジョー〈マット・ルーカス〉）
- バンク・ジョブ
- ビースト・ストーリー 選ばれし勇者（コナー〈ジェイソン・モモア〉）
- ヒトラーの贋札（ロセック〈レン・クトヤヴィスキ〉）
- ビトレイヤー（ディーン・ウォーンズ〈ジョニー・ハリス〉）
- ヒットマン:エージェント47（エージェント47〈ルパート・フレンド〉）
- ファイアー・ストーム
- ファイティング・with・ファイア（マーク〈キーガン＝マイケル・キー〉）
- ファンボーイズ（ジェームズ・T・カーク〈ウィリアム・シャトナー〉、ビッグ・チャック〈クリストファー・マクドナルド〉）
- フィフス・エレメント ※BD版
- フェイシズ
- フライペーパー! 史上最低の銀行強盗
- ブラインドネス
- ブラザーズ・ブルーム（マクシミリアン・“キュレーター”・メルヴィル〈ロビー・コルトレーン〉）
- フランドル
- フリーダムランド
- プリズン・サバイブ
- ベスト・キッド
- ベストマン -シャイな花婿と壮大なる悪夢の2週間-（オーティス / アルゼイド〈コーリー・ホルコム〉）
- ボーダー（ヒンギス警部補〈ブライアン・デネヒー〉）
- ボーンプロフェシー（ジョイ〈ウィリアム・タプリー〉）
- ポイント45
- ポリス・ストーリー/レジェンド（薬局店主）
- ホルテンさんのはじめての冒険
- ホワイトハウス・ダウン（ヴァディム[122] 他）
- ホワイト・ボーイ・リック（レイ〈ブルース・ダーン〉）
- ボン・ボヤージュ〜家族旅行は大暴走〜
- マーサ、あるいはマーシー・メイ（ワッツ〈ブラディ・コーベット〉）
- マイネーム・イズ・ハーン
- マイ・フレンド・フリッカ
- マイレージ、マイライフ
- マチルダ・ザ・ミュージカル（ミスター・ワームウッド〈スティーヴン・グレアム〉）
- マッドマックス 怒りのデス・ロード（ウォー・ボーイズ隊長1）
- マトリックス レザレクションズ（ジュード〈アンドリュー・コールドウェル〉[123]）
- マリグナント 狂暴な悪夢（ガブリエル〈レイ・チェイス〉[124]）
- マレフィセント（兵士1）
- Mr.ズーキーパーの婚活動物園（ジョー〈シルヴェスター・スタローン〉）
- ミッキー17（ハトの着ぐるみ男〈ティム・キー〉[125]）
- M:i:III ※フジテレビ版
- ミッドウェイ（ブラウニング〈エリック・デイヴィス〉[126]）
- Merry Christmas! 〜ロンドンに奇跡を起こした男〜（サッカレー〈マイルズ・ジャップ〉）
- メン・イン・ブラック3（ルナマックスの看守）
- モータルコンバット（カノウ〈ジョシュ・ローソン〉[127]）
- もしも昨日が選べたら（車で歌う男〈テリー・クルーズ〉、語り手〈ジェームズ・アール・ジョーンズ〉）
- ラースと、その彼女
- LAMB/ラム（ペートゥル〈ビョルン・フリーヌル・ハラルドソン〉）
- リベンジ・マッチ
- リロ&スティッチ[128]
- ルイスと不思議の時計（体育の先生）
- レイク・デッド/ケインとアベル（ビル〈アレックス・A・クイン〉）
- レギオン（ハワード・アンダーソン〈ジョン・テニー〉）
- REC/レック2（マルトス〈アレハンドロ・カサセカ〉）
- ロード・キラー デッド・スピード（ミッキー〈ベン・ホーリングスワース〉）
- ロッキー・ザ・ファイナル
- ロシアン・ルーレット（ヘンリー〈マイケル・シャノン〉）
- ワイルド・スピード MAX ※テレビ朝日版
- ワンダー・ウーマンとマーストン教授の秘密（シャルル・ギエット〈JJ・フィールド〉）

#### ドラマ
- 愛の不時着（ミョンソク[129]）
- アンダー・ザ・ドーム シーズン3（マリク〈マイケル・ウィアリー〉）
- アンダーカバー・ボス3 社長潜入調査
- アグリー・ベティ #16
- ER緊急救命室
  - シーズン13（警備員〈デリック・アレクサンダー〉）
  - シーズン14 #291（ラッセル〈エルデン・ヘンソン〉）
  - シーズン15 #318（アーニー〈ウィンデル・Ｄ・ミドルブルックス〉）
- WITHOUT A TRACE/FBI 失踪者を追え!3 #7
- 宇宙人ネッドのトークショー（ネッド〈ポール・ラッグ〉）
- 宇宙船レッド・ドワーフ号 シーズン11（ボブ）
- エージェント・オブ・シールド
  - シーズン1 #17（ジェイコブソン）
  - シーズン2-（アルフォンソ・“マック”・マッケンジー〈ヘンリー・シモンズ〉）
- エデンの東（イ・ギチョル〈イ・ジョンウォン〉）
- NCIS: ニューオーリンズ シーズン1 #13
- 気分はぐるぐる（ギャリー）
- 奇皇后 ふたつの愛 涙の誓い（コルタ〈チョ・ジェユン〉）
- 救命医ハンク2 セレブ診療ファイル（ハリー）
- KING兄弟（ヤマコシ）
- クリプトン（ブレイニアック〈ブレイク・リットソン〉）
- クリミナル・マインド4 FBI行動分析課（トミー）
- クリミナル・マインド8 FBI行動分析課（ウィリー・ケスラー）
- GRIMM/グリム
- ゲーム・オブ・スローンズ（クラスター〈ロバート・パフ〉、ザロ・ゾアン・ザクソス〈ノンソー・アノジー〉、ジョン・アンバー、オセル・ヤーウィック、ハイ・セプトン、マルコ〈アドウェール・アキノエ＝アグバエ〉）
- ゴースト 〜天国からのささやき（ショーン・ファレル）
- GOTHAM/ゴッサム（ナサニエル・バーンズ〈マイケル・チクリス〉）
- CSI:ニューヨーク（エバン〈ロン・ユエン〉）
- CSI:ニューヨーク2 ※異なる役で毎回レギュラー出演
- CSI:ニューヨーク9 ザ・ファイナル
- The O.C.
- 恕の人 -孔子伝-
- ターミネーター サラ・コナー・クロニクルズ（ジョナス牧師〈ウィリアム・スタンフォード・デイビス〉）
- 超能力ファミリー サンダーマン
- 新チャーリーズ・エンジェル
- シンデレラのお姉さん（ホン・ギテ）
- 自白映像ファイル（デイヴィッド・ストーリングス）
- ジャッカルの日 #6（取締役）
- スキャンダル2 託された秘密
- 大秦帝国（龐涓〈ヨウ・ヨン〉）
- デスパレートな妻たち
- トーチウッド 人類不滅の日
- ナイトメア〜血塗られた秘密〜（センベーヌ〈ダニー・スパーニ〉）
- HEROES/ヒーローズ（アンドウ・マサハシ〈ジェームズ・キーソン・リー〉）
- ブラインドスポット2 タトゥーの女
- ブラックライトニング（トビアス・ホエール〈マーヴィン・“クロンドン”・ジョーンズ3世〉）
- ブラックリスト シーズン10
- プリズン・ブレイク ファイナルシーズン（ナサニエル・エジソン〈ジョン・サンダーフォード〉）
- ブログ犬 スタン（ホーク）
- VEGAS/ベガス（ドン・シモンズ〈ギル・バーミンガム〉）
- BONES（ギル・ベイツ〈パトリック・フィッシュラー〉、ジョン・ケルトン、アントン・コストフ〈マイケル・B・シルヴァー〉、ガーフィールド 他）※異なる役で毎回レギュラー出演
- BONES シーズン4（チャーリー・ダンウッド、カール・ダーフ 他）※異なる役で毎回レギュラー出演
- マペット・タイム（ナレーション）
- ミズ・マーベル
- 名探偵モンク4 #5
- ライ・トゥ・ミー 嘘は真実を語る（Mr.マクニール）
- ラッシュアワー（ジェームズ・カーター〈ジャスティン・ハイアーズ〉）
- ラ・パルマ（フレドリック〈アンドレス・バースモ〉）
- リトビネンコ暗殺（ブレント・ハイアット〈ニール・マスケル〉[130]）
- レボリューション（アーロン・ピットマン〈ザック・オース〉）
- 私はラブ・リーガル（ウォーレン・リビー判事 他）
- 私はラブ・リーガル5（フランクリン・ロードス〈ジョン・ポジー〉）

#### アニメ
- アイス・エイジ5/止めろ! 惑星大衝突
- アングリーバード（エドワード）
- インサイド・ヘッド（パパのイカリ）
  - インサイド・ヘッド2（作業員、パパのイカリ[131]）
- ウェイン&ラニー クリスマスを守れ!
- オーバン・スターレーサーズ（スクラブ主審、シャーマン）
- オープン・シーズン2 ペット vs 野生のどうぶつたち
- オープン・シーズン3 森の仲間とゆかいなサーカス
- カーズ2（イヴァン）
- カーズトゥーン ラジエーター・スプリングスの仲間たち（サンディ・デューンズ）
- キャンプ・ラズロ（チップ）
- コアラ・キッド（ボグ）
- 西遊記 ヒーロー・イズ・バック（男妖怪[132]）
- サウスパーク（ケニー・マコーミック）※FOX版
- ザ・スーパーマリオブラザーズ・ムービー
- ジェネレーター・レックス（ボーボー）
- スイチュー!フレンズ（マッセルズ先生）
- スター・ウォーズ/クローン・ウォーズ（バトル・ドロイド）
  - スター・ウォーズ/クローン・ウォーズ（テレビシリーズ）（海賊、タクティカル・ドロイド、フィッシュガイ、TX-21、プロトコル・ドロイド、プレ・ヴィズラ、船長、TI-99、セネイト・ガード、番守、ロボニーノ）
  - ボンバッド・バウンティ
  - LEGO スター・ウォーズ パダワン・メナス（アクバー提督）
  - LEGO スター・ウォーズ エンパイア・ストライクス・アウト
  - LEGO スター・ウォーズ:ヨーダ・クロニクル
  - スター・ウォーズ 反乱者たち
  - LEGO スター・ウォーズ:ドロイド・テイルズ
  - LEGO スター・ウォーズ/フリーメーカーの冒険（ラジャー）
  - スター・ウォーズ レジスタンス（ヴランキー）
  - LEGO スター・ウォーズ/オールスターズ（ラジャー）
  - スター・ウォーズ: バッド・バッチ
  - LEGO スター・ウォーズ/恐怖のハロウィーン
- ターミネーター0（ターミネーター[133]）
- ちいさなプリンセス ソフィア
- ナッツジョブ サーリー&バディのピーナッツ大作戦!（キング）
- チャウダー（シュニッツェル、チェストナッツ）
- トムとジェリー テイルズ
- ハイ・ホー7D（おこりんぼ）
- バズ・ライトイヤー（バーンサイド中佐[134]）
- 百妖譜（お頭）
- 冬のソナタ(アニメ)（アン博士）
- ファンタスティック Mr.FOX（コーチ スキップ）
- プレーンズ（フリーゲンホーセン）
- マーベル・シネマティック・ユニバース
  - アイアンマン: 鋼の戦士（マンダリン）
  - ウルヴァリンvsハルク（ウルヴァリン）
- マイ・エレメント（アラン[135]）
- ミッキーマウスのワンダフルワールド（魔法の鏡）
- ミニオンズ（ビッグ・グーン）
- ミニオンズ フィーバー（パーキンス[136]）
- モアナと伝説の海2（ナロ[137]）
- LEGO ディズニープリンセス:お城の冒険（魔法の鏡）
- レゴニンジャゴー ザ・ムービー
- レゴバットマン ザ・ムービー（ジェームズ・ゴードン）
- レゴ フレンズ（ブーテア市長）
- LEGO® ムービー（海賊ロボヒゲ）
  - レゴ ムービー 2
- LEGO スーパー・ヒーローズ:ジャスティス・リーグ〈地球を救え!〉（ブレイニアック）
- ロード・オブ・ザ・リング/ローハンの戦い（怯える野人1[138]）
- ロッコーのモダンライフ 〜ハイテクな21世紀〜（エド・ビッグヘッド）

#### テレビ番組（吹き替え）
- ランニング・ワイルド WITH ベア・グリルス 2 #2（テリー・クルーズ〈本人〉[139]）

### 特撮
- ナンバーワン戦隊ゴジュウジャー（2025年、ド根性ノーワンの声）

### ラジオ
- 明・めぐみのドリーム・ドリーム・パーティ（チャレンジャー3期）

### ナレーション
- コレ考えた人、天才じゃね!? 〜今すぐ役立つ生活の知恵、集めました〜（テレビ東京）

### ボイスオーバー
- 偉大なるロシア海軍（ヒストリーチャンネル）
- 感動地球スペシャル 中川翔子ボルネオ紀行〜熱帯ジャングルと幻の象〜（フジテレビ）
- 奇跡体験!アンビリバボー（フジテレビ）
- 現代の驚異シリーズ（ヒストリーチャンネル）
- BS世界のドキュメンタリー（NHK BS1）
  - 密航 地中海を渡ったシリア難民の記録（2016年）
  - ムクウェゲ医師の闘い 〜性暴力の犠牲者を癒やす〜（2017年）
  - デニムハンター “青いお宝”を求めて（2024年、ブリット・イートン）
  - カネはモスクワへ消えた 国際投資詐欺を追う（2025年）
- ワンス・アポン・ア・タイム特集（アダム・ホロウィッツの声）

### 舞台
- KAIZAN - 魔剣の誕生（丸茂）

### その他コンテンツ
- 投資銀行青春白書 オーディオブック（朗読）
- ラジオドラマ キャイ〜ンの、今宵も最高潮 大儀であった!「花の慶次」（2014年、伊達政宗）
- ぱちんこ ガラスの仮面（2020年、小野寺一、尾崎一蓮[140]）
- 第15回 東方M-1グランプリ（2020年、蟒蛇）
- ボイスコミック カタギモドシ（2022年、源[141]）

## ディスコグラフィ

### キャラクターソング
| 発売日         | 商品名                                                                    | 歌                                     | 楽曲                                             | 備考                                                             |
| -------------- | ------------------------------------------------------------------------- | -------------------------------------- | ------------------------------------------------ | ---------------------------------------------------------------- |
| 2015年4月10日  | ツキウタ。シリーズ ツキウサ。体操                                         | 月城奏（山中真尋）、黒月大（間宮康弘） | 「ツキウサ。体操」                               | ドラマCD『ツキウタ。』関連曲                                     |
| 2015年10月23日 | ツキプロシリーズ Welcome to the Wonderland                                | 月城奏（山中真尋）、黒月大（間宮康弘） | 「Welcome to the Wonderland」 「キミトステップ」 | アプリ『ツキノパーク』テーマソング                               |
| 2024年12月18日 | 劇場版 忍たま乱太郎 ドクタケ忍者隊最強の軍師 オリジナル・サウンドトラック | 稗田八方斎（間宮康弘）                 | 「愛と正義のドクタケ忍者隊」                     | 劇場アニメ『劇場版 忍たま乱太郎 ドクタケ忍者隊最強の軍師』挿入歌 |

### シリーズ一覧
1. ↑  第1期（2007年 - 2008年）、第2期『翼竜伝説』（2008年）
2. ↑  第2期『II(Second)』（2007年 - 2008年）、第3期『III-FINAL-』（2011年 - 2012年）
3. ↑  第1期（2008年）、第2期『鉄腕バーディー DECODE:02』（2009年）
4. ↑  第1期（2013年）、第2期『2』（2017年）
5. ↑  第1期（2016年）、第2期（2018年）
6. ↑  第1期（2016年）、第2期『2』（2020年）
7. ↑  第3期『III』（2018年）、第4期『IV』（2022年）
8. ↑  Season 3 Part 1（2018年）、Season 3 Part 2（2019年）、The Final Season Part 1（2020年）
9. ↑  『1st season』（2019年）、『2nd season』（2022年）
10. ↑  第1期（2019年）、第2期『STONE WARS』（2021年）、テレビスペシャル『龍水』（2022年7月10日）、第3期『NEW WORLD』第1クール（2023年）、第3期『NEW WORLD』第2クール（2023年）、第4期『SCIENCE FUTURE』第1クール（2025年）、第4期『SCIENCE FUTURE』第2クール（2025年）
11. ↑  第4期（2019年 - 2020年）、第6期（2022年 - 2023年）、第7期（2024年）
12. ↑  『ポケットモンスター』（2020年 - 2022年）、『めざせポケモンマスター』（2023年）
13. ↑  第1シリーズ（2020年）、第2シリーズ（2021年）
14. ↑  第1期（2022年 - 2023年）、第2期『決闘学園編』（2023年）
15. ↑  第1クール（2022年）、第2クール『-訣別譚-』（2023年）
16. ↑  第1クール（2023年）、第2クール（2023年）
17. ↑  第1期（2024年）、第2期（2024年）
18. ↑  『III』（2007年）、『IV』（2008年）、『VIII』（2011年）
19. ↑  『赤い刀』（2010年）、『赤い刀 真』（2012年）
20. ↑  『CROSSRAYS』（2019年）、『ETERNAL』（2025年）

### 初出話一覧
1. ↑  第4期 第3話初出
2. ↑  33シリーズ 第5話初出
3. ↑  30シリーズ 第23話初出
4. ↑  第2話初出
5. 1 2 3 4 5  第5話初出
6. 1 2  第7話初出
7. ↑  第41話初出
8. 1 2  第10話初出
9. ↑  第55話初出
10. ↑  第0話初出
11. 1 2 3  第4話初出
12. ↑  第25話初出
13. ↑  第3話初出
14. ↑  第11話初出
15. 1 2 3 4 5 6  第1話初出
16. ↑  第19話初出
17. ↑  第12話初出